# Clarksville (Virginia)
Clarksville ist eine Gemeinde (Town) im Süden des US-Bundesstaates Virginia. Die Ortschaft befindet sich fast vollständig im Mecklenburg County. Das U.S. Census Bureau hat bei der Volkszählung 2020 eine Einwohnerzahl von 1.300 ermittelt.

## Geographie
Clarksville liegt am westlichen Abschnitt des John H. Kerr Reservoirs. Die Ortschaft bezeichnet sich selbst als einzige an einem Binnensee gelegene Stadt von Virginia (Virginia's Only Lakeside Town). Der überwiegende Teil des Gemeindegebietes mit dem historischen Zentrum befindet sich am Südwestufer des hier knapp eineinhalb Kilometer breiten Sees, ein kleiner Teil auf einer kleinen Halbinsel am gegenüber liegenden Ufer. Vor der Entstehung des Stausees lag Clarksville am Zusammenfluss von Dan und Roanoke River. Deren ursprünglichem Verlauf folgt noch heute die Grenze des benachbarten Halifax Countys. Dadurch gehört ein kurzer Abschnitt der Straßenbrücke, welche beide Gemeindegebiete verbindet zum Halifax und nicht wie der Rest von Clarksville zum Mecklenburg County.
Südlich an Clarksville führt die Umgehungsstraße des U.S. Highway 58 vorbei, während eine von Virginia Southern Railroad betriebene Güterbahn durch Clarksville führt und weiter nördlich den Kerr Lake quert.

## Geschichte
Das Gebiet des heutigen Clarksville war ursprünglich von den Occaneechee bewohnt. Diese wurden 1676 von den Briten vertrieben und die Gegend von Europäern besiedelt. Im Jahr 1818 erhielt Clarksville – benannt nach ihrem Gründer Clarke Royster – als erste Ortschaft des Mecklenburg Countys den Status einer Town. Im 19. Jahrhundert war der Ort ein Zentrum für den Handel und die Weiterverarbeitung von Tabak. Mit dem Bau des John-H.-Kerr-Dammes Anfang der 1950er Jahre wandelte sich Clarksville von einer Agrargemeinde zu einem Tourismusort.

## Tourismus
Das historische Zentrum von Clarksville wurde 2002 ins National Register of Historic Places aufgenommen, eine weitere Attraktion ist der benachbarte Occoneechee State Park. Den wichtigsten Anziehungspunkt stellt jedoch der John H. Kerr Lake, der größte See Virginias, dar. Beliebte Freizeitaktivitäten sind Schwimmen, Segeln, Wasserskifahren und Angeln. Am dritten Juliwochenende findet in Clarksville das Virginia Lake Festival statt, welches von bis zu 100.000 Menschen besucht wird.